# Poligon wojskowy Libavá
Poligon wojskowy Libavá (czes. Vojenský výcvikový prostor Libavá, Vojenský újezd Libavá) – poligon wojskowy we wschodniej części Czech, w Górach Odrzańskich, w kraju ołomunieckim. Powierzchnia 327 km², miejsce zamieszkania dla 1318 osób (2005); ośrodek administracyjny – Město Libavá. W 2022 roku pozostawał niezamieszkany.
Powstał po II wojnie światowej na terenach zamieszkanych przez ludność niemiecką, po jej wysiedleniu. Do początku lat 90. XX w. był miejscem stacjonowania wojsk radzieckich.
Poligon zajmuje część obszaru Gór Odrzańskich z ich najwyższym szczytem Fidlovym kopcem, a także ze źródłem Odry (i początkowymi kilometrami jej biegu). Do źródła wytyczono szlak turystyczny, możliwy do przejścia w weekendy i święta.